# Badra
Badra o Bodri es una localidad de la India en el distrito de Shahdol, estado de Madhya Pradesh.

## Geografía
Se encuentra a una altitud de 529 m s. n. m. a 585 km de la capital estatal, Bhopal, en la zona horaria UTC +5:30.

## Demografía
Según estimación 2010 contaba con una población de 5598 habitantes.

## Población
Según el censo de la India de 2001, Badra tenía una población de 4755 habitantes. Los hombres constituyen el 53 % de la población y las mujeres el 47 %.